# صيفرية تشيلية
صيفرية تشيلية (الاسم العلمي: Flavobacterium chilense) هي نوع من البكتيريا، سلبية الغرام، تتبع جنس صيفرية.